# WampServer
WampServer è un pacchetto software che implementa la piattaforma WAMP composta dunque da Apache, MySQL e PHP per Microsoft Windows.
Distribuito per la prima volta il 21 novembre 2007, WampServer è gratuito e libero ed è distribuito sotto la GNU General Public License. È disponibile nelle due versioni installer (auto-installante) e zip (che non richiede l'installazione), quest'ultima utile per poter avviare WampServer da una chiave USB.

## Componenti
Prerequisito:
- Microsoft Windows: il sistema operativo che deve essere già installato sul PC

Componenti installati:
- Apache: il server web
- MySQL: il database management system (o database server) con SQLite e relativi tool grafici (come PhpMyAdmin)
- PHP: il linguaggio di scripting

Di fatto, la piattaforma WAMP, di cui WampServer è un'implementazione, è la versione adattata per Windows della piattaforma AMP, così come il LAMP è quella adattata per GNU/Linux.